# Jean Dondelinger
Jean Dondelinger (Ciutat de Luxemburg, 1931 - íd., 2004) fou un polític i diplomàtic luxemburguès que va ser membre de la Comissió Delors entre 1989 i 1993.

## Biografia
Va néixer el 4 de juliol de 1931 a la ciutat de Luxemburg. Va estudiar dret a les ciutats de Nancy i París, i ciències polítiques a la Universitat d'Oxford.
Morí el 21 d'octubre de 2004 a la seva residència de la ciutat de Luxemburg.

## Activitat política
L'any 1958 fou nomenat membre del Ministeri d'Afers Exteriors de Luxemburg, on fou director de la secció de Relacions Econòmiques Internacionals. El 1975 fou nomenat ambaixador del seu país davant la Comunitat Econòmica Europea (CEE), càrrec que va mantenir fins al 1984. Posteriorment retornà al seu país per esdevenir Secretari del Ministeri d'Afers Exteriors de Luxemburg.
L'any 1989, i com a cloenda la seva activitat política, fou nomenat membre de la Comissió Delors II, fent-se càrrec de la cartera d'Afers Culturals i Audiovisual fins al 1993.